# Coleomyia setigera
Coleomyia setigera là một loài ruồi trong họ Asilidae. Coleomyia setigera được Cole miêu tả năm 1919. Loài này phân bố ở vùng Tân Bắc giới.